# Listă de râuri din Rusia
Printre marile fluvii ale Rusiei se numară : 
- Volga (3530 km) ,
- Obi (5410 km) ,
- Enisei (4102 km) ,
- Lena (4400 km) ,
- Kolâma (2130 km) ,
- Amur (la granița cu China , 4400 km) .

### A–G
Abakan, Alatîr, Alazeya, Aldan, Aley, Amga, Amur, Anabar, Anadyr, Angara, Râul Angrapa, Anyuy (Kolyma), Anyuy (Amur), Argun, Avacha, Barguzin, Râul Bashkaus, Belaia, Râul Berezayka, Bityug, Biya, Bolshaya Belaya, Bureya, Chagoda, Râul Chebdar, Râul Cheptsa, Ciornaia, Chulym (Ob), Râul Chulyshman, Chusovaya, Daugava/Western Dvina, Dep, Desna, Dioma, Dnieper/Dnipro, Don, (Seversky) Donets, Dubna, Dvina de Nord, Enisei

### I–L
Ilek, Râul Indigirka, Ingoda, Râul Instruch, Iokanga, Irkutsk, Irtiș, Iset, Ishim, Istra, Izhora, Kama, Kamceatka, Kashinka, Kasvfplya, Katanga, Katun, Kazanka, Kerzhenets, Ket, Khatanga, Râul Kheta, Khopyor, Kirenga, Klyazma, Kolva (Usa), Kolva (Vishera), Kolyma, Kondurcha, Kosovka, Râul Kosovoy, Kostroma, Râul Kotorosl, Râul Kotuy, Râul Krasnaya, Kuban, Kubr, Kuma, Kunya, Laba, Lama, Lava/Łyna, Lena, Lovat, Râul Lower Tunguska, Luga

### M–S
Malka, Manych, Maya, Mezen, Mga, Miass, Mius, Moksha, Râul Mologa, Râul Moscova, Msta, Mulyanka, Nadym, Nara, Narva, Neglinnaya, Neman, Nercha, Nerl (Klyazma), Nerl (Volga), Neva, Nipru, Niva, Nyuya, Obi, Oka (Volga), Oka (Angara), Olenyok, Râul Olyokma, Om, Omolon, Onega, Onon, Oredezh, Osuga, Oyat, Pakhra, Pasha, Parabel, Pasvikelva, Peciora, Pinega, Pissa, Plava, Podkamennaya Tunguska, Podkumok, Pola, Polist, Râul Polota, Ponoy, Pra, Râul Pregolya, Protva, Pur, Pyasina, Ravan, Ruza, Sakmara, Sal, Samara, Seim, Selemdzha, Selenga, Râul Sestra (Leningrad Oblast), Râul Sestra (Dubna), Râul Šešupė, Setun, Sheksna, Shelon, Shilka, Sosna, Râul Sudost, Sukhona, Sura, Svir, Sviyaga, Syas, Sylva

### T–Z
Tavda, Tara, Taz, Terek, Tetere, Teza, Râul Tigoda, Tobol, Tom (Ob), Tom (Zeya), Tosna, Râul Tsna (Moksha basin), Râul Tsna (Mstino Lake basin), Tuloma, Tumen, Turia, Turukhan, Tvertsa, Tym, Tyung, Uda (Buryatia), Uda (Khabarovsk Krai), Ufa, Uftyuga, Ugra, Unzha, Upa, Râul Upper Angara, Ural, Usa, Ussuri, Uver, Uzola, Vaga, Vakh, Valdayka, Varzuga, Vasyugan, Velikaia, Vetluga, Râul Viliui, Vishera (Volkhov), Vishera (Vîcegda), Vishera (Kama), Vitim, Vîcegda, Volchya (Vuoksi), Volga, Volkhov, Vologda, Voronej, Voronya, Vuoksi, Vyatka, Vyazma, Vytegra, Yana, Yauza, Yegoshikha, Yomtsa, Yug, Yuryuzan, Zeia.